# ISO 3166-2:CH
Kódy ISO 3166-2 pro Švýcarsko identifikují 26 kantonů. První část (CH) je mezinárodní kód pro Švýcarsko, druhá část sestává z dvou písmen identifikujících kanton.

## Seznam kódů
```
CH-AG Aargau (Aarau)
CH-AR Appenzell Ausser-Rhoden (Herisau)
CH-AI Appenzell Inner-Rhoden (Appenzell)
CH-BL Basel-Landschaft (Liestal)
CH-BS Basel-Stadt (
Basilej
)
CH-BE Bern/Berne (
Bern
)
CH-FR Fribourg (Fribourg)
CH-GE Genève (
Ženeva
)
CH-GL Glarus (Glarus)
CH-GR Graubünden/Grigioni/Grischun (Chur)
CH-JU Jura (Delémont)
CH-LU Luzern (
Lucern
)
CH-NE Neuchâtel (
Neuchâtel
)
CH-NW Nidwalden (Stans)
CH-OW Obwalden (Sarnen)
CH-SG Sankt Gallen (Sankt Gallen)
CH-SH Schaffhausen (Schaffhausen)
CH-SZ Schwyz (Schwyz)
CH-SO Solothurn (Solothurn)
CH-TG Thurgau (Frauenfeld)
CH-TI Ticino (Bellinzona)
CH-UR Uri (Altdorf)
CH-VS Valais (Sion)
CH-VD Vaud (
Lausanne
)
CH-ZG Zug (Zug)
CH-ZH Zürich (
Curych
) 
```